# Charles-Louis Joachim de Chastellier-Dumesnil
Charles-Louis Joachim de Chastellier-Du Mesnil (lub Dumesnil) – francuski arystokrata, wojskowy i dyplomata żyjący w XVIII wieku. Pochodził ze szlachty prowincji Franche-Comté
W armii francuskiej osiągnął stopień generała-pułkownika (lieutenant général). W 1757 posłował jako francuski reprezentant dyplomatyczny w Elektoracie Bawarii (Monachium). W 1776 roku zastąpił go niejaki Barré-Marbois.
Wiadomo, że prowadził spory prawne z parlamentem Delfinatu.